# Eleanor Anne Ormerod

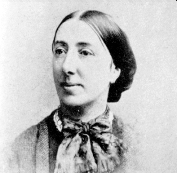
Eleanor Anne Ormerod

Eleanor Anne Ormerod (* 11. Mai 1828 in Sedbury Park, Gloucestershire; † 19. Juli 1901 in St Albans, Hertfordshire) war eine britische Entomologin. Sie veröffentlichte insbesondere über Schadinsekten.

## Leben
Eleanor Anne Ormerod war die Tochter von George Ormerod (1785–1873), einem Antiquar (Autor von The history of Cheshire) und Fellow der Royal Society. Sie befasste sich seit ihrer Jugend mit den Insekten in dem ausgedehnten Park, in dem sie aufwuchs, und wurde später auch Expertin in Landwirtschaft und Gärtnerei. Als die Royal Horticultural Society 1868 begann, Schadinsekten zu sammeln, beteiligte sie sich am Aufbau der Sammlung und erhielt dafür deren Flora Medal. Ab 1877 begann sie eine Mitteilungsblatt über Schadinsekten zu veröffentlichen (Reports on injurious insects and farm pests). 1881 veröffentlichte sie eine Abhandlung über die Kleine Kohlfliege (Delia radicum). 1882 bis 1892 war sie beratende Entomologin der Royal Agricultural Society. Mehrere Jahre hielt sie Vorlesungen über Entomologie am Royal Agricultural College in Cirencester. Sie veröffentlichte Bücher über Schadinsekten und Abhandlungen über Schadinsekten in Südafrika und bei Orchideen.
Ormerod fand auch internationale Anerkennung und erhielt eine Silber- und Goldmedaille der Lomonossow-Universität und 1899 die große Silbermedaille der Société Nationale d’Acclimatation de France. Sie erhielt (als erste Frau) einen Ehrendoktor (L.L.D.) der University of Edinburgh.

## Schriften
- Manual of injurious insects with methods of prevention and remedy for their attacks to food crops, forest trees and fruit: to which is appended a short introduction to entomology. 1890
- Paris-green (or Emerald-green): its uses, and methods for its application, as a means of destruction of orchard moth caterpillars. 1891
- Handbook of insects injurious to orchards and bush fruits with means of prevention and remedy. 1898
- Flies injurious to stock: being life-histories and means of prevention of a few kinds commonly injurious, with special observations on ox warble or bot fly. 1900
- Eleanor Ormerod, L. L. D., economic entomologist: autobiography and correspondence. Dutton, New York 1904 (Herausgeber Robert Wallace)